# Erste Liga
La Erste Liga (MOL Liga de 2008-2017) est une compétition européenne de hockey sur glace organisée par la Magyar Jégkorong Szövetség. Créé en 2008, elle oppose des équipes basées en Hongrie, en Roumanie et en Autriche. Elle est sponsorisée par la compagnie pétrolière MOL de 2008 à 2017, puis par la Erste Bank.
Parallèlement, l'équipe hongroise qui atteint la meilleure place est sacrée championne de Hongrie. Les équipes roumaines en lice participent également à la Liga Națională, le championnat roumain.

## Historique

Logo de la MOL Liga (2008-2017).

Lors de la première saison, seuls deux pays étaient représentés : la Hongrie avec six et la Roumanie avec quatre équipes. Le HC Csíkszereda, invaincu en play-offs, a remporté le premier trophée de la MOL Liga. L'année suivante, le nombre d'équipes a été diminué à cinq clubs hongrois et deux clubs roumains. C'est lors de la saison 2013–2014 qu'une équipe slovaque a fait son apparition dans la compétition. La saison suivante, une huitième équipe est venue garnir les rangs de la MOL Liga, le Debreceni HK.
En 2016, la ligue accueille une nouvelle équipe roumaine, le CSM Dunărea Galați, ainsi qu'un club serbe nouvellement créé, le HK Belgrade.

## Palmarès
| Saison    | Vainqueur            | Matchs remportés | Finaliste         |
| --------- | -------------------- | ---------------- | ----------------- |
| 2008-2009 | HC Csíkszereda       | 3–0              | HSC Csíkszereda   |
| 2009-2010 | Budapest Stars       | 3–1              | Újpesti TE        |
| 2010-2011 | HSC Csíkszereda      | 4–1              | Dab.Docler        |
| 2011-2012 | Dab.Docler           | 4–0              | Miskolci JJSE     |
| 2012-2013 | Dab.Docler           | 4–2              | HSC Csíkszereda   |
| 2013-2014 | HK FTC Nové Zámky    | 4–2              | ASC Corona Brașov |
| 2014-2015 | Miskolci Jegesmedvék | 4–0              | HK FTC Nové Zámky |
| 2015-2016 | DVTK Jegesmedvék     | 4-0              | MAC Budapest      |
| 2016-2017 | DVTK Jegesmedvék     | 4-1              | MAC Budapest      |
| 2017-2018 | MAC Budapest         | 4-1              | DVTK Jegesmedvék  |

## Équipes
| Équipe                 | Localisation                    | Patinoire                      | Capacité | Fondation |
| ---------------------- | ------------------------------- | ------------------------------ | -------- | --------- |
| Dunaújvárosi Acélbikák | Dunaújváros                     | Dunaújvárosi Jégcsarnok        | 4 000    | 2006      |
| Ferencváros TC         | Budapest                        | Pesterzsébeti Jégcsarnok       | 1 500    | 1928      |
| Fehérvári Titánok      | Székesfehérvár                  | Patinoire Ifjabb Ocskay Gábor  | 3 600    | 2008      |
| Újpesti TE             | Budapest                        | Újpesti Jégcsarnok             | 1 300    | 1955      |
| Vasas SC               | Budapest                        | IceCenter (Jégcentrum)         | 2 000    | 2001      |
| DEAC                   | Debrecen                        | Debreceni Jégcsarnok           | 750      | 2018      |
| HK Budapest            | Budapest                        | Tüskecsarnok                   | 2 540    | 2006      |
| HSC Csíkszereda        | Miercurea-Ciuc (Csíkszereda)    | Vákár Lajos Műjégpálya         | 4 000    | 1929      |
| ASC Corona Brașov      | Brașov                          | Patinoarul Olimpic Brașov      | 2 000    | 2007      |
| Gyergyói HK            | Gheorgheni (Gyergyószentmiklós) | Gyergyószentmiklósi Műjégpálya | 1 000    | 1949      |
| Vienna Capitals II     | Vienne                          | Albert Schultz Eishalle        | 4 500    | 2000      |

| Équipe             | Localisation                 | Patinoire                            | Capacité | Fondation |
| ------------------ | ---------------------------- | ------------------------------------ | -------- | --------- |
| HC Csíkszereda     | Miercurea-Ciuc (Csíkszereda) | Vákár Lajos Műjégpálya               | 2 000    | 2002      |
| Steaua Bucarest    | Bucarest                     | Patinoarul Mihai Flamaropol          | 8 000    | 1951      |
| CSM Dunărea Galați | Galați                       | Patinoarul Artificial Dunărea Galați | 5 000    | 1932      |
| HK FTC Nové Zámky  | Nové Zámky (Érsekújvár)      | Zimný štadión Nové Zámky             | 2 500    | 1965      |
| MAC Budapest       | Budapest                     | Tüskecsarnok                         | 2 540    | 1963      |
| DVTK Jegesmedvék   | Miskolc                      | Miskolci Jégcsarnok                  | 1 300    | 1978      |
| Debreceni HK       | Debrecen                     | Debreceni Jégcsarnok                 | 750      | 1989      |
| HK Belgrade        | Belgrade                     | Ledena dvorana Pionir                | 2 000    | 2016      |